# Albánská vlajka

Albánská vlajka
Poměr stran: 5:7

Albánská národní námořní vlajka
Poměr stran: 2:3

Albánská námořní válečná vlajka
Poměr stran: 2:3

Vlajka Albánie má od 7. dubna 1992 podobu červeného listu o poměru stran 5:7, na kterém je umístěn dvouhlavý orel černé barvy.
Poprvé byla tato podoba vlajky přijata na kongresu ve Vlorë, kde byla 28. listopadu 1912 vyhlášena nezávislost Albánie. Během vlády krále Zoga I. (1928–1939) byla nad orlem umístěna „Skanderbegova helma“, v dobách komunistické vlády (1946–1992) zlatě lemovaná červená hvězda.
Tradice vlajky vychází z dob albánského národního hrdiny Skanderbega, důstojníka osmanské armády, který začal boj Albánců za nezávislost. Rod Kastrioti užíval znak byzantského dvouhlavého orla.
Dne 3. listopadu 1443 během bitvy Turků s Maďary u Niše dezertoval Skanderbeg z armády a spolu se svým třistahlavým oddílem se dostal až do Albánie. Když 27. listopadu 1443 dobyl pevnost Kruja[ujasnit], zavlála nad hradbami červená standarta Kastriotů s dvouhlavým orlem. Následujícího dne Skanderbeg vyhlásil nezávislost Albánského knížectví se slovy „Nepřinesl jsem vám svobodu. Nalezl jsem ji zde mezi vámi.“

Vlajka albánského prezidenta (1992–2014) Poměr stran: 1:1
Vlajka albánského prezidenta Poměr stran: 1:1

## Historie vlajky moderní Albánie
Po vyhlášení nezávislosti 28. listopad 1912 byla zavedena červená vlajka s černým orlem a s bílou hvězdou nad jeho hlavami. Na podnět knížete Viléma z Wiedu se v roce 1914 ve zlatých orlích pařátech objevily čtyři blesky, které byly symbol Epiru. V roce 1920 se vlajkou s černým orlem (3). Když se 1. září 1928 prezident Zogu prohlásil králem, byla nad hlavy orla přidána Skanderbegova přilba (helma), která se objevila i na tehdejším státním znaku. V roce 1934 byl odstín vlajky změněn na světlejší odstín červené. Po obsazená Albánie fašistickou Itálií a po vzniku personální unie s Itálií v roce 1939 se orel dostal do středu nového znaku, kde byl obklopen fašistickými symboly jenž se stal součástí albánské vlajky. Během trvání personální unie Itálie a Albánie byla tak používána verze vlajky s italskou královskou korunou, značící italskou nadvládu nad Albánií. Po italské kapitulaci v roce 1943 obsadilo Albánii Německo a vlajka se opět změnila, nová vlajka měla protáhlejší tvar a jiný poměr stran než vlajky předešlé. V letech 1944–1946 používala komunistická Albánie vlajku se srpem a kladivem v žerdové části. Po vyhlášení lidové republiky 15. březen 1946 zavlála vlajka s černým orlem a rudou, žlutě lemovanou hvězdou nad ním. Dne 7. duben 1992 odstranil demokraticky zvolený parlament z vlajky rudou hvězdu.

## Galerie historické vlajky

Vlajka albánské prozatímní vlády 1912–1914
Vlajka albánského knížectví v letech 1914–1920
Vlajka albánského knížectví a později republiky v letech 1920–1926
Vlajka albánské republiky v letech 1926–1928
Vlajka albánského království v letech 1928–1934
Vlajka Albánského království v letech 1934–1939 (světlejší odstín)
Vlajka Albánie v letech 1939–1943, když byla obsazena Itálií
Stejná vlajka Albánie, ale s italskou královskou korunou
Vlajka Albánie okupované Německem, 1943–1944
Vlajka komunistické Albánie v letech 1944–1946
Vlajka socialistické Albánie v letech 1946–1992